# Kidnapped (1938)
Kidnapped is een Amerikaanse avonturenfilm uit 1938 onder regie van Alfred L. Werker en Otto Preminger. Het scenario is gebaseerd op de gelijknamige roman uit 1886 van de Schotse auteur Robert Louis Stevenson. Destijds werd de film in Nederland uitgebracht onder de titel Het schip der vervloeking.

## Verhaal
David Balfour is de erfgenaam van een groot landgoed in Schotland. Zijn boosaardige oom laat hem ontvoeren, omdat hij zijn oog heeft laten vallen op dat landgoed. Op zee maakt David kennis met Alan Breck en zijn muitelingen. De twee mannen sluiten vriendschap en op weg naar huis voeren ze strijd tegen het Britse leger.

## Rolverdeling
| Acteur              | Personage           |
| ------------------- | ------------------- |
| Warner Baxter       | Alan Breck          |
| Freddie Bartholomew | David Balfour       |
| Arleen Whelan       | Jean MacDonald      |
| C. Aubrey Smith     | Hertog van Argyle   |
| Reginald Owen       | Kapitein Hoseason   |
| John Carradine      | Gordon              |
| Nigel Bruce         | Neil MacDonald      |
| Miles Mander        | Ebenezer Balfour    |
| Ralph Forbes        | James               |
| H.B. Warner         | Angus Rankeiller    |
| Arthur Hohl         | Riach               |
| E.E. Clive          | Priester MacDouglas |
| Halliwell Hobbes    | Dominie Campbell    |
| Montagu Love        | Kolonel Whitehead   |
| Donald Haines       | Ransome             |